# Vantasselita
La vantasselita és un mineral de la classe dels fosfats que pertany i dona nom al grup de la vantasselita. Va ser anomenada en honor de René Van Tassel, mineralogista del Reial Institut Belga de Ciències Naturals.

## Característiques
La vantasselita és un fosfat de fórmula química Al₄(PO₄)₃(OH)₃·9H₂O. Cristal·litza en el sistema ortoròmbic. Els seus cristalls són laminars, allargats al llarg de [100], aplanats en [001] i acabats per {120}. En general, en rosetes planes, de fins a 8 mm, menys comunament en forma de globular a esfèrica. La seva duresa a l'escala de Mohs és de 2 a 2,5.
Segons la classificació de Nickel-Strunz, la vantasselita pertany a «08.DC: Fosfats, etc. només amb cations de mida mitjana, (OH, etc.):RO₄ = 1:1 i < 2:1» juntament amb els següents minerals: nissonita, eucroïta, legrandita, strashimirita, arthurita, earlshannonita, ojuelaïta, whitmoreïta, cobaltarthurita, bendadaïta, kunatita, kleemanita, bermanita, coralloïta, kovdorskita, ferristrunzita, ferrostrunzita, metavauxita, metavivianita, strunzita, beraunita, gordonita, laueïta, mangangordonita, paravauxita, pseudolaueïta, sigloïta, stewartita, ushkovita, ferrolaueïta, kastningita, maghrebita, nordgauïta, tinticita, vauxita, cacoxenita, gormanita, souzalita, kingita, wavel·lita, allanpringita, kribergita, mapimita, ogdensburgita, nevadaïta i cloncurryita.

## Formació i jaciments
La vantasselita va ser descoberta a Bihain, a Vielsalm (Massís Stavelot, Província de Luxemburg, Bèlgica, on es forma en els abocadors d'una pedrera de quarsita, en cantells de quars o en plans d'esquistositat. També ha estat descrita a Alemanya i el Japó.
Sol trobar-se associada a altres minerals com: wavel·lita, cacoxenita, variscita, turquesa (mineral), litioforita, criptomelana, quars, clinoclor i moscovita.